# Kabinet-Mike Eman I
Het kabinet-Mike Eman I was het kabinet van Aruba van 31 oktober 2009 tot 30 oktober 2013. Mike Eman was de minister-president. Op 30 oktober 2009 kwam de regering aan de macht. Het was het eerste kabinet van de Arubaanse Volkspartij (AVP) dat zonder coalitie kon regeren. Bij de Statenverkiezingen van 2009 behaalde de AVP namelijk de absolute meerderheid (12 van de 21 zetels). Het kabinet bestond dan ook volledig uit bewindslieden van de AVP.

## Samenstelling
| Ministerie                                      | Minister                    |
| ----------------------------------------------- | --------------------------- |
| Minister-president en Algemene Zaken            | Mike Eman                   |
| Integratie, Infrastructuur en Milieu            | Oslin Benito Sevinger       |
| Financiën, Communicatie, Utiliteiten en Energie | Mike Eric de Meza           |
| Toerisme, Transport en Arbeid                   | Otmar Enrique Oduber        |
| Justitie en Onderwijs                           | Arthur Dowers               |
| Economische Zaken, Sociale Zaken en Cultuur     | Michelle Hooyboer-Winklaar  |
| Volksgezondheid en Sport                        | Richard Wayne Milton Visser |

Edwin Abath is Gevolmachtigd minister van Aruba in Nederland. Hij is lid van de Rijksministerraad, maar hij is geen lid van het Arubaanse kabinet.